# Andrea Liberalotto
Andrea Liberalotto (Piazzola sul Brenta, 25 luglio 1979) è un allenatore di pallacanestro italiano.

## Carriera
È stato vice allenatore in Serie A1 femminile a Venezia, che poi ha condotto dalla B alla A1 come head coach.
Il 15 maggio 2019 termina il rapporto come guida tecnica della Reyer Venezia per il Campionato di Serie A1.
Subentra nella conduzione della Virtus Bologna femminile il 25 novembre 2019.

## Statistiche da allenatore
| Stagione  | Squadra       | St. regolare | St. regolare | St. regolare | St. regolare | St. regolare | Post season | Post season | Post season | Post season | Coppa nazionale | Coppa nazionale | Coppa nazionale | Coppa nazionale | Coppa nazionale |
| Stagione  | Squadra       | Lega         | Ris          | G            | V            | P            | Ris         | G           | V           | P           | Ed              | Ris             | G               | V               | P               |
| --------- | ------------- | ------------ | ------------ | ------------ | ------------ | ------------ | ----------- | ----------- | ----------- | ----------- | --------------- | --------------- | --------------- | --------------- | --------------- |
| 2011-2012 | Reyer Venezia | B            | 1º           | 21           | 21           | 0            | W           | 2           | 2           | 0           | CI-B            | W               | 3               | 3               | 0               |
| 2012-2013 | Umana Venezia | A2           | 1º           | 26           | 25           | 1            | -           | -           | -           | -           | CI-A2           | W               | 2               | 2               | 0               |
| Totale    | Totale        | Totale       | Totale       | 47           | 46           | 1            | -           | 2           | 2           | 0           | -               | -               | 5               | 5               | 0               |

## Palmarès
- Campionato italiano di Serie A2: 1
Reyer Venezia: 2012-13
- Campionato italiano di Serie B: 1
Reyer Venezia: 2011-12
- Coppa Italia di Serie A2: 1
Reyer Venezia: 2013
- Coppa Italia di Serie B: 1
Reyer Venezia: 2012